# Loki 7
Pour plus de détails, voir Fiche technique et Distribution.
Loki 7 est un film dominicain tourné en 2016. Il est produit par Ernesto Alemany. Sa première diffusion a eu lieu le 11 août 2016 en République dominicaine. Il est le premier film dominicain à être diffusé dans les nouvelles salles de Caribbean Cinemas de la place Downtown Center. Sa sortie à Puerto Rico a eu lieu le 18 août 2016.

## Synopsis
Sept amis de personnalités très différentes sont impliqués dans un conflit entre des gangsters dominicains et des mafieux russes qui contrôlent le monde souterrain de Punta Cana. Ces amis sont prêts à risquer leur vie, mais vont-ils réussir à échapper au danger ?

## Fiche technique
- Directeur : Ernesto Alemany[1]
- Producteurs : Ernesto Alemany, Carlos Forero, Pablo Mustonen, Sarah Perez Baez, Isaac Saviñón
- Musique : David Vásquez
- Directeur de la photographie : Juan Carlos Franco
- Casting : Valerie Daniella, Hermandez Oloffson
- Coordination production : Desiree Diaz Silva
- Société de co-production : Purpleline Productions
- Distribution : Caribbean Films Distribution pour la diffusion en République dominicaine et People Guiding Media pour la diffusion internationale y compris Puerto Rico[2]
- Caméra : Estaban Ogando

## Lieux de tournage
Début mars 2016 a débuté le tournage à El Cortecito, la plage Macao, le village de Punta Cana, entre autres lieux de la zone Est de la République Dominicaine et la dernière semaine de mars 2016 à Santo Domingo.

## Distribution
- Shalim Ortiz : Alex Rivera[4]
- David Chocarro : Sebastian Buenanio[5]
- Isaac Saviñón : Alvaro Romero, professeur de surf[6]
- José Guillermo Cortines : Pietro Francesco
- Marco de Paula : Mario Canovas[7]
- Carlos de la Mota : Dimitri Ivanov[8]
- Julián Gil : Rodrigo[9]
- Manny Pérez : El Moncho[10]
- Héctor Aníbal : Winston, dit El Toro Espin, boxeur
- Carlos Forero : Juan Esteban Jaramillo
- Natasha Yarovenko : Ivanna
- Cynthia Olavarría : Candy[11]
- Elvira Taveras : Norma
- Enrique Quailey : Wilson
- Soni Hill : Eva
- Jean Jean : La Yarda[12]
- Uxio Lis : Andrei, dit El Ruso
- Stephan Weinzierl : Hans, dit El Aleman